# フセイニ・モスク
フセイニ・モスク (英: Husseini Mosque) は、ヨルダンの首都アンマンの最も古いモスクの一つ。アブドゥッラー1世が1923年に建立した。この名は、アラブ大反乱の指導者、父フサイン・イブン・アリーにちなんで付けられた。
モスクは縦58.5メートル、横12.5メートルに達する。また前廊と側廊を持ち、オープンエアーの中庭がある。二本のミナレットがあり、右は高さ70メートル、左は35メートルである。

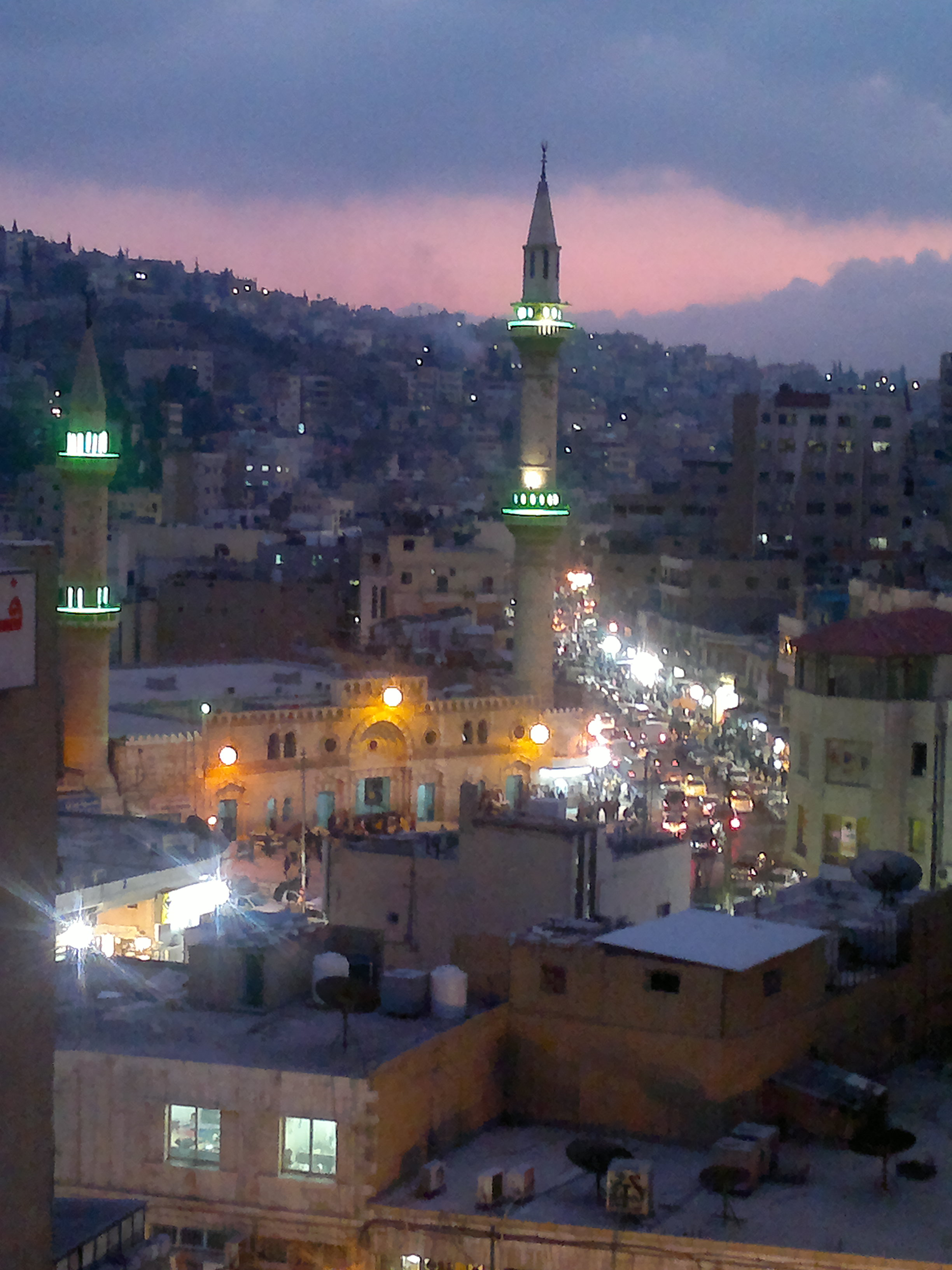
市中心のフセイニ・モスク。アンマンの最も古いモスクのひとつ

## モスクの建物の歴史
大フセインモスクは、アンマンにおいて実施された最初の建築プロジェクトだと見なされている。モスクの建物は、1924年に始まり1927年に建設が終了したラグダーン宮（無憂宮）より先にあった。
フセイニモスクはヨルダンの首都アンマンの中心にあり、ダウンタウンを通るマリク・タラール通りの1番地にある。大きな中庭があり、また美しいイスラーム文様の浮き彫りで内が飾られている。
ウマイヤ朝時代の古いモスクの残骸の上にモスクは建てられている。２人の地理学者がそのウマイヤ朝時代のモスクについて記述していた。アブー・アブドゥッラー・ムハンマド・ブン・アフマド・アルマクディシーはその著書「諸地方の知識の最良の分類」で、ヤークート・アルハマウィーはその著書「諸国の辞書」で触れている。旧モスクについての描写はこうまとめることができる。中庭の三方は柱に支えられたオープンな回廊に囲まれ、そしてキブラのある壁の方を向いた、やはり柱に支えられた天井のある礼拝室から構成されていた。規則的な形に作られた石でモスクは建てられ、モスクの中庭を向いているものの表面は多色のモザイクで飾られていた。
フセイニモスクの建物にはミックスコンクリートが使われている。それは1927年の地震で壊れた石造りの東のミナレットの先端ひとつに限られており、木製の先端に交換された。
1940年代には、中庭が拡張され、清め用の水場（ミーダア）が真ん中に設置された。また東のミナレットの２階分に近い高さの西のミナレットが追加された。ただし先端は石造りである。
1986年から1987年にかけて、広範な更新と補修作業が行われた。